# Canéjan
Canéjan is een gemeente in het Franse departement Gironde (regio Nouvelle-Aquitaine). De plaats maakt deel uit van het arrondissement Bordeaux. Canéjan telde op 1 januari 2022 5.836 inwoners.

## Geografie
De oppervlakte van Canéjan bedroeg op 1 januari 2022 12 vierkante kilometer; de bevolkingsdichtheid was toen 486,3 inwoners per km².

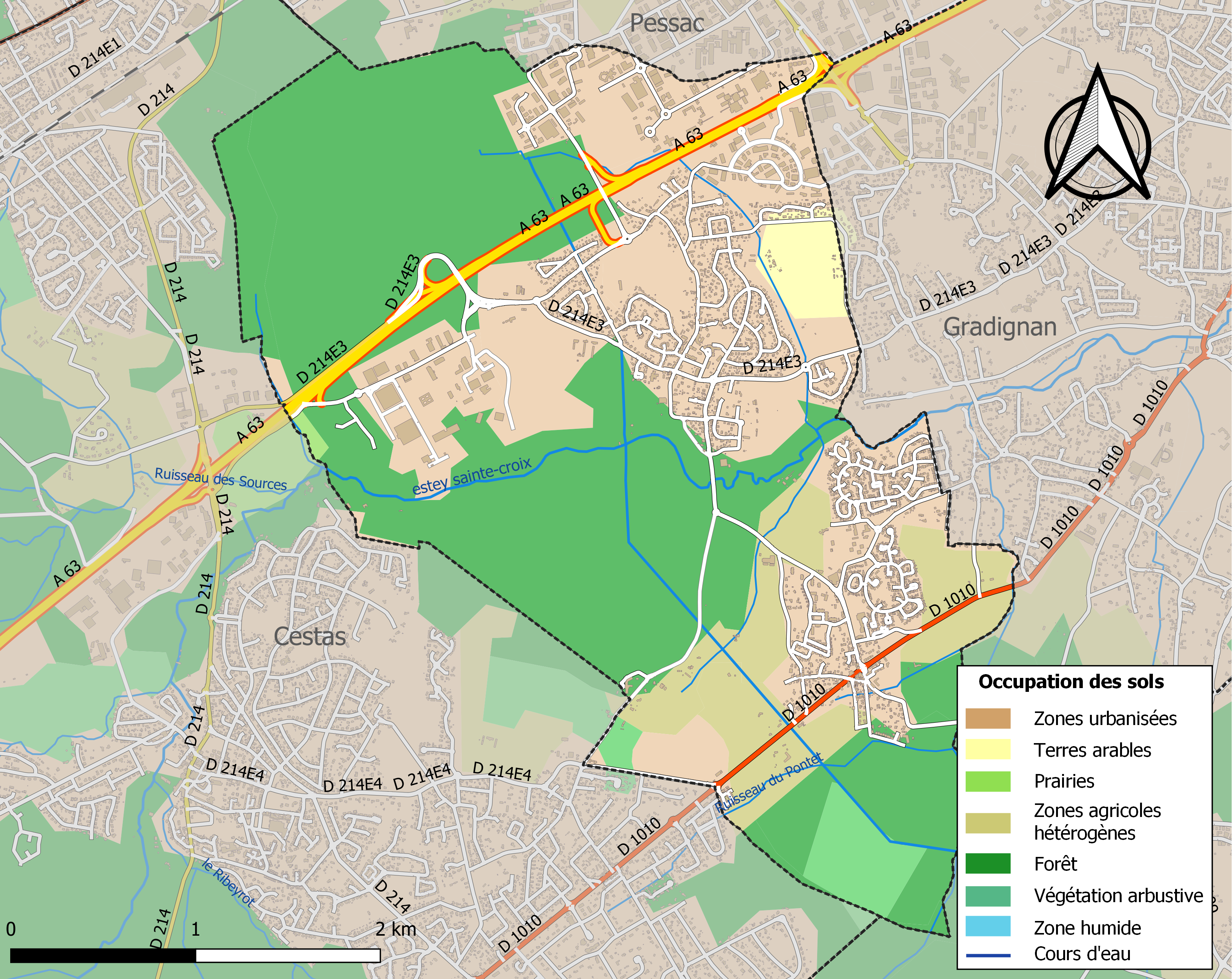
Kaart van de gemeente met belangrijkste infrastructuur, bodemgebruik en omliggende gemeenten

## Demografie
Onderstaande figuur toont het verloop van het inwonertal (bron: INSEE-tellingen).